# Ритчи, Чарльз, 1-й барон Ритчи Дандийский
Сэр Чарльз Ритчи, 1-й барон Ритчи Дандийский (англ. Charles Ritchie, 1st Baron Ritchie of Dundee; 19 ноября 1838, Данди, Шотландия, Великобритания — 9 января 1906, Биарриц, Атлантические Пиренеи, Франция) — британский государственный деятель, канцлер казначейства Великобритании (1902—1903).

## Биография
После завершения обучения в Школе Лондонского Сити начал работать в семейной компании William Ritchie & Sons, которая занималась торговлей с Британской Индией, а также поставками джута и текстиля.
В январе 1874 г. был впервые избран в качестве кандидата члена Консервативной партии в Палату общин, членом которой состоял до 1905 г., представляя лондонский округ Тауэр-Хамлетс, а затем — Кройдон. После победы консерваторов на выборах летом 1885 г. получил назначения в правительстве Великобритании:
- 1885—1886 гг. — парламентский секретарь Адмиралтейства,
- 1886—1992 гг. — министр местного самоуправления. На этот период пришелся роспуск непопулярного совета по управлению городом (Metropolitan Board of Works) вследствие растущей в нем коррупции и его замена выборным Советом Лондонского графства,
- 1895—1900 гг. — председатель Совета по торговле,
- 1900—1902 гг. — министр внутренних дел,
- 1902—1903 гг. — канцлер казначейства Великобритании.

После ухода из Палаты общин в декабре 1905 г. королем Эдуардом VII ему был пожалован наследственный титул барона Дандийского и он стал членом Палаты лордов.
В 1902—1905 гг. занимал пост ректора Абердинского университета.